# Pinus eremitana
Pinus eremitana é uma espécie de pinheiro originária do Velho Mundo, mais precisamente da região da Ásia.